# Devolução
Devolução é a concessão estatutária de poderes do governo central de um Estado ao governo em nível nacional, regional, ou local. Ela difere do federalismo porque os poderes atribuídos podem ser temporários e, em última instância, serão sempre de competência do governo central, e, assim sendo, o Estado continua a ser, de jure, unitário.
Todos os parlamentos ou assembleias devolvidas podem ser revogadas pelo governo central, da mesma forma que uma lei ordinária pode ser. Sistemas federais, ou confederados, que diferem dos governos estatais ou provinciais são garantidos pela constituição. A Austrália, o Canadá e os Estados Unidos da América são sistemas federais, e têm constituições (assim como alguns dos seus estados ou províncias constituintes). Eles também têm territórios, com menos poder e autoridade que um estado ou província.
A devolução pode ser principalmente de ordem financeira, por exemplo, transferência de orçamento para áreas que antigamente eram administradas pelo governo central. No entanto, o poder de fazer leis relevantes para a área também pode ser concedido.

## Reino Unido
No Reino Unido, o governo devolvido foi criado após referendos de maioria simples no País de Gales e Escócia, em setembro de 1997. Em 1999, o Parlamento escocês, a Assembléia Nacional do País de Gales e a Assembléia da Irlanda do Norte foram criados. A mudança veio dezoito anos após propostas semelhantes terem sido derrotadas nos referendos de maioria qualificada no País de Gales e Escócia, em março de 1979, embora no caso da Escócia, uma estreita maioria tivesse apoiado a proposta.

### Governo autônomo irlandês
O caso do governo autônomo irlandês foi a questão política dominante no Reino Unido no final do século XIX e início do século XX.
As exigências por autonomia (home rule) no final do século XIX e início do XX divergiam das exigências anteriores à Anulação por Daniel O'Connell, na primeira metade do século XIX. Enquanto que o home rule significou um parlamento subsidiário sob o controle de Westminster, a anulação significou a revogação do Ato de União de 1800 e a criação de um Estado irlandês totalmente independente, separado do Reino Unido, com apenas um monarca compartilhado unindo os dois Estados.
A partir do final do século XIX, os líderes do Partido Parlamentar Irlandês, Isaac Butt, William Shaw e Charles Stewart Parnell exigiram uma forma de home rule, com a criação de um parlamento irlandês subsidiário dentro do Reino Unido (substituindo o parlamento irlandês que existia até o Ato de União de 1800). Esta exigência levou à introdução posterior de quatro projetos de lei, dos quais apenas os dois últimos foram aprovados pelo Parlamento britânico, o terceiro Ato de Governo da Irlanda de 1914 depois de uma prolongada luta parlamentar, recebendo Royal Assent (consentimento real), foi suspenso com o início da Primeira Guerra Mundial. Apenas o último foi posteriormente promulgado: o Ato do Governo da Irlanda de 1920.
Os Unionistas do Ulster eram particularmente contrários ao terceiro Ato, criaram então a Força de Voluntários do Ulster e assinaram o Pacto do Ulster para se oporem ao projeto, aumentando assim a possibilidade de uma guerra civil. Os nacionalistas irlandeses não estavam dispostos a conceder quaisquer concessões ou garantias para diminuir o medo da minoria protestante. O quarto Ato, ditado por Ulster, criou os seis condados parlamentares da Irlanda do Norte, e os vinte e seis condados parlamentares da Irlanda do Sul - embora estes últimos não tivessem, na realidade, função e tornaram-se o Estado Livre Irlandês em 1922 após o Tratado Anglo-Irlandês. 
- 1886: O primeiro projeto de lei da autonomia irlandesa nunca passou pela Câmara dos Comuns britânica.
- 1893: O segundo projeto de lei da autonomia irlandesa foi derrotado na Câmara dos Lordes
- 1912: O terceiro projeto de lei da autonomia irlandesa foi aprovada ao abrigo das disposições do Ato do Parlamento de 1911 (como o Ato do Governo da Irlanda de 1914), mas nunca entrou em vigor, devido a intervenção da Primeira Guerra Mundial (1914 - 18) e do Revolta de Páscoa em Dublin (1916).
- 1920: O quarto projeto de lei da autonomia irlandesa (Ato de Governo da Irlanda de 1920).

### Irlanda do Norte
O Home Rule entrou em vigor para a Irlanda do Norte em 1921, por ocasião do quarto projeto de lei da autonomia irlandesa; contudo, foi dissolvido em 1973. Uma Assembleia devolvida foi criada como consequência do Acordo de Belfast de 1998. A Assembleia pretendeu reunir as diferentes comunidades da Irlanda do Norte para governarem juntas.
A partir de outubro de 2002, ela não era operacional, devido a uma interrupção no processo de paz na Irlanda do Norte, mas, em 13 de outubro de 2006, os governos britânico e irlandês anunciaram um "roteiro" para restaurar a devolução para a Irlanda do Norte, a ser obtida até março de 2007
Em 26 de março de 2007, o Partido Democrático Unionista (DUP) liderado por Ian Paisley reuniu-se com o Sinn Féin, liderado por Gerry Adams pela primeira vez e em conjunto anunciaram que um governo devolvido retornará à Irlanda do Norte. A divisão de poder começou em 8 de maio de 2007.

### Escócia
A Assembleia escocesa devolvida que teria alguma forma de poder legislativo na jurisdição sobre a Escócia era uma prioridade política para muitos indivíduos e organizações. O primeiro avanço em direção a autonomia tomou forma concreta no século XIX, assim como as exigências por ela na Irlanda, na Escócia elas também foram feitas (embora não tão generalizadas).
Em 1853 a Associação Nacional para a Reivindicação dos Direitos Escoceses foi criada. Este organismo era próximo dos Tories, e foi motivado por um desejo de obter mais atenção para os problemas da Escócia, em resposta ao que eles sentiam da indevida e especial atenção dada a Irlanda pelo então governo liberal.
Em 1871, William Gladstone declarou numa reunião realizada em Aberdeen, que caso fosse concedido autonomia à Irlanda, o mesmo deveria aplicar-se à Escócia. Um projeto de autonomia escocês foi apresentado no parlamento em Westminster, em 1913, o processo legislativo para aprová-lo foi interrompido pela Primeira Guerra Mundial.
As exigências de mudança política no modo como foi executado na Escócia mudou drasticamente na década de 1920, quando os nacionalistas escoceses começaram a formar várias organizações. A Liga Nacional Escocesa foi formada em 1920 favorável à independência da Escócia, e este movimento foi substituído em 1928 pela formação do Partido Nacional da Escócia, que tornou-se o Partido Nacional Escocês (SNP), em 1934.
No início, o SNP apenas buscou a criação de uma assembleia devolvida escocesa, mas em 1942 mudaram isto para apoiar a independência total. Isto resultou no pedido de demissão de John MacCormick do SNP, que formou o Associação do Pacto Escocês. Este organismo revelou-se o maior movimento em favor da formação de uma assembleia escocesa, colhendo mais de dois milhões de assinaturas no final da década de 1940 e início da de 1950 e atraiu o apoio de todo o espectro político. Contudo, sem os vínculos formais com nenhum dos partidos políticos ele acabou perdendo forças, e a devolução e a criação de uma assembleia foram deixados de lado.
Em 1978 o governo trabalhista aprovou o Ato da Escócia, que legislou para a criação de uma assembleia escocesa, contanto que os escoceses votassem a favor dela em um plebiscito. Contudo, o Partido Trabalhista ficou muito dividido sobre o tema da devolução. Apesar de oficialmente favorável a ela, um grande número de deputados se opuseram à criação de uma assembleia, e esta divisão contribuiu para que apenas uma estreita margem a favor do "Sim" obtivesse a maioria e, portanto, sem condições de se atingir os necessários 40% do eleitorado a favor de uma assembleia, conforme exigido por uma alteração no Ato da Escócia que havia sido proposto por um deputado do Partido Trabalhista.
Em 1989, a Convenção Constitucional Escocesa foi formada englobando o Partido Trabalhista, os Liberais Democratas e o Partido Verde Escocês, autoridades locais, e seções da "Escócia cívica", como o Congresso dos Sindicatos Escoceses, a Federação das Pequenas Empresas e a Igreja da Escócia e outras grandes Igrejas da Escócia. Sua finalidade foi a de elaborar um esquema para a formação de uma devolução para a Escócia. O SNP decidiu desistir da independência, pois eles sentiram que não seria uma opção constitucional apoiada pela convenção. A convenção elaborou o seu relatório final em 1995.
Em maio de 1997, o governo Trabalhista de Tony Blair foi eleito com a promessa da criação de instituições devolvidas na Escócia. No final de 1997, um referendo realizado resultou em um voto "sim". O recém criado Parlamento escocês (como resultado do Ato da Escócia de 1998) tinha poderes para fazer leis, em certas áreas 'devolvidas' da política, além de algumas limitadas taxas (que até a data não tenham sido exercidas). Outras áreas políticas permaneceram "reservadas" ao Governo do Reino Unido e ao parlamento.
A devolução para a Escócia foi justificada com base de que iria tornar o governo mais sensível aos desejos das pessoas na nação. Foi alegado que a população da Escócia sentia-se destacada do governo de Westminster  (em grande parte devido à política dos governos conservadores liderados por Margaret Thatcher e John Major  PDF (44.8 KiB)) No entanto, a devolução para a Escócia trouxe para o primeiro plano a então chamada Questão West Lothian, que é uma acusação de que a devolução para a Escócia e o País de Gales, mas não para a Inglaterra, criou uma situação em que os deputados no parlamento do Reino Unido podem votar em questões que afetem somente a Inglaterra, mas sobre essas mesmas questões a Escócia e o País de Gales podem tomar as suas próprias decisões.
Em 2007, o Partido Nacional Escocês (SNP) venceu as eleições para o parlamento escocês, e formou um governo minoritário. O novo primeiro-ministro, Alex Salmond, espera realizar um referendo sobre a independência escocesa antes de 2011, embora o SNP possa não ser capaz de obter um projeto de lei para a realização desse referendo homologado pelo parlamento escocês devido à posição minoritária do governo do SNP. Se um referendo for realizado, uma sondagem de opinião no final de 2007 sugeriu que o resultado favorável à independência poderia ser próximo a 40% contra 44% pela manutenção da União. A resposta dos partidos unionistas tem sido a da convocação para a criação de uma Comissão para examinar mais tarde a devolução de poderes, uma posição que tem o apoio do (escocês) primeiro-ministro.

### País de Gales
Em 1974 e 1979, o Governo Trabalhista propôs uma Assembleia galesa em paralelo às suas propostas para a Escócia. Estas foram rejeitadas pelos eleitores no referendo do País de Gales de 1979, com 956 330 votos contra, comparados com 243 048 a favor.
Em maio de 1997, o governo trabalhista de Tony Blair foi eleito com a promessa de criação de uma assembleia devolvida no País de Gales; o referendo de 1997 resultou em um voto "sim". A Assembleia Nacional do País de Gales, como consequência do Ato de Governo do País de Gales de 1998, possui o poder de determinar como o orçamento do governo para o País de Gales é gasto e administrado.
A devolução para o País de Gales foi justificada com base que ela ajudaria trazer o governo para mais perto dos cidadãos da nação. A população do País de Gales sentia-se destacada do governo de Westminster (em grande parte devido à política dos governos conservadores liderados por Margaret Thatcher e John Major PDF (44.8 KiB)). No País de Gales o referendo sobre a devolução foi só marginalmente aprovado, e a maioria dos eleitores rejeitaram a devolução em todos os condados limítrofes com a Inglaterra, assim como Cardiff e Pembrokeshire. Os críticos da devolução acreditam que ela irá prejudicar a existência do Reino Unido.

### Inglaterra
A única forma de devolução central atualmente em vigor na Inglaterra está em Londres, onde o Greater London Authority tem mais poderes do que os outros organismos de autoridades locais. As propostas de devolução regional para assembleias eleitas, foram adiadas indefinidamente após suas rejeições no único referendo realizado, no Nordeste, em 2004.
Um movimento para a criação de um único Parlamento Inglês Devolvido, a Convenção Constitucional Inglesa, é apoiado pelo Partido dos Democratas Ingleses e pela Campanha para um Parlamento Inglês. Um parlamento único é visto como uma solução para a Questão West Lothian. 
- Mori Poll - Pareceres sobre a Devolução inglesa - 41% de apoio no  parlamento inglês.
- Você-Governo pesquisas de opinião sobre o parlamento inglês comissionado pelo Partido dos Democratas Ingleses.

#### Cornualha
Existe um movimento que apóia a devolução na Cornualha. Os seus defensores mais forte nas eleições são: o Partido Mebyon Kernow e os Liberais Democratas córnicos que visam criar uma Assembleia Córnica regional. A proporção dos adeptos da devolução córnica, como o Cornish Stannary Parliament, Cornualha 2000, o Partido Nacionalista Córnico, Solidariedade Córnica e o Exército de Libertação Nacional Córnico apoiam a futura devolução da Cornualha para tornar-se ou um país constituinte do Reino Unido ou até mesmo de separar-se por completo da União.
Vários deputados democratas liberais córnicos como Andrew George, Matthew Taylor e Dan Rogerson são fortes defensores da devolução córnica.
Na quarta-feira, 12 de dezembro de 2001, a Convenção Constitucional Córnica e o Mebyon Kernow apresentaram na 10 Downing Street uma petição com 50 mil assinaturas de apoio à devolução na Cornualha. Em dezembro de 2007 o líder do Conselho da Cornualha, David Whalley, afirmou que "Há algo inevitável em direção a uma Assembléia córnica".

### As Dependências da Coroa
As Dependências da Coroa são possessões da Coroa britânica, em oposição aos territórios ultramarinos ou colônias do Reino Unido. Elas compreendem as Ilhas do Canal (baliados de Jersey e Guernsey), e a Ilha de Man, no mar da Irlanda.
As dependências não formam uma parte do Reino Unido, sendo jurisdições distintas. Cada uma tem seu próprio parlamento e ministro-chefe. No entanto, as possessões da Coroa não são nações soberanas, por direito próprio e o Governo britânico tem historicamente mantido um certo número de competências residuais em relação às ilhas. Na medida em que esses poderes têm sido pouco utilizados nos últimos anos, tem havido, de fato, um caráter de devolução. Além disso, o Direito dos Estados de Jersey de 2005 estabeleceu que todos os Atos do Reino Unido e Ordens no Conselho relacionadas a Jersey devem ser remetidos para o parlamento da Ilha, e deu uma maior liberdade de ação para Jersey, em assuntos internacionais.

## Estados Unidos da América

### Distrito de Colúmbia
Nos Estados Unidos da América, o Distrito de Colúmbia oferece uma ilustração de governo devolvido. O Distrito é separado de qualquer estado, e tem o seu próprio governo eleito; de muitas maneiras, no dia-a-dia, ele funciona da mesma maneira que outro estado, com as suas próprias leis, sistema judicial, Departamento de Veículos Motores, universidade pública, e assim por diante. Contudo, os governos dos 50 estados têm um vasto leque de competências que lhes é reservado pela Constituição do país, e a maior parte das suas leis não pode ser anulada por qualquer ato do governo federal. O Distrito de Colúmbia, pelo contrário, está constitucionalmente sob o controle exclusivo do Congresso dos Estados Unidos da América, que criou o atual governo distrital por estatuto. Qualquer lei aprovada pelo legislativo distrital pode ser anulada pela ação do Congresso e, na verdade, o governo distrital poderá ser significativamente alterado ou eliminado totalmente por uma maioria simples no Congresso.

## Movimentos que reivindicam a devolução
Os movimentos que pedem pela devolução também existem, ainda que em um grau mais limitado, na Inglaterra, particularmente no que diz respeito à Cornualha, assim como em algumas não oficiais ou históricas regiões inglesas como Wessex. No Norte da Itália, há um movimento político liderado pela Liga Norte, para a autonomia da Padânia.

## Lista dos Estados unitários com devolução
| Estado           | Estilo    | Subdivisões                                                  |                                                                |                                                                       |
| ---------------- | --------- | ------------------------------------------------------------ | -------------------------------------------------------------- | --------------------------------------------------------------------- |
| Itália           | República | Regiões da Itália                                            | 15 regiões (com autonomia limitada)                            | 5 regiões com grau especial de autonomia (regioni a statuto speciale) |
| Madagascar       | República | Províncias de Madagascar                                     | 6 províncias                                                   |                                                                       |
| Papua-Nova Guiné |           | Províncias de Papua-Nova Guiné e Regiões de Papua-Nova Guiné | 18 províncias                                                  | 1 região autônoma e 1 capital de território                           |
| Peru             | República | Regiões do Peru                                              | 25 regiões                                                     | 1 província de primeira ordem                                         |
| Ilhas Salomão    |           | Províncias das Ilhas Salomão                                 | 9 províncias                                                   | 1 capital de território                                               |
| Espanha          | Reino     | Comunidades da Espanha                                       | 17 comunidades autônomas                                       | 2 cidades autônomas                                                   |
| Reino Unido      | Reino     | Países do Reino Unido                                        | 4 países constituintes, dos quais três tem governos devolvidos |                                                                       |

## Outros significados do termo devolução
Em algumas igrejas hierárquicas, especialmente nas igrejas anglicanas, incluindo a Igreja da Inglaterra, a "devolução", é a nomeação de uma pessoa pelo bispo para um beneficium (por exemplo, uma paróquia) quando o patrono ou cotejador ordinário (ou seja, a pessoa ou organismo com direito a nomear) não foi capaz de o fazê-lo, quer porque um inadequado candidato foi nomeado, ou porque nenhum candidato pode ser encontrado.